# 印度尼西亞國旗
印度尼西亚国旗，又称“荣耀红白旗”，是由红白两色横条组成的旗帜。据说这面旗帜的原型是13世纪的满者伯夷（Majapahit）国旗，但这说法尚有争议，因为另一些人认为，红白两色的荣耀可以追溯到南岛语系中关于大地之母和天父的神话。两者都以红色（土色）和白色为象征。据万隆帕查查兰大学历史学教授 Mansyur Suryanegara 介绍，所有群岛上的穆斯林战士在抵抗时都使用红白相间的旗帜，因为根据先知穆罕默德的圣训。然而，《先知的圣训》的作者 al-Mubarakfuri 驳斥了这一说法，他指出先知的旗帜是白色的（天空），于 1945 年 8 月 17 日首次升起。自那时起，它就没有改变过。
旗帜的设计很简单，是两条一样宽的横带，上面的那条是红色的，下面的那条是白色的。整体的比例为2:3。旗帜类似波兰国旗和新加坡国旗，除比例外与摩纳哥国旗一样。紅色是勇氣的象徵，而白色代表純潔。在印度尼西亚还有一首叫做《红与白》（Merah Putih）的歌。

## 历史
这面国旗的颜色是从13世纪满者伯夷的旗帜引发来的。20世纪初学生和民族主义者复苏了这些颜色作为反对荷兰的民族主义的标志。1928年在爪哇岛上首次出现了红白旗。荷兰殖民政府禁止这面旗帜。1945年8月17日印度尼西亚独立后这面旗帜被采纳为国旗至今。

### 另一种说法
关于印尼国旗的另一个说法是它与荷兰国旗有很大的关联。在荷兰殖民主义时期所有的政府机关都挂荷兰国旗（红白蓝），而印尼旗帜则被禁止。为了表示他们要驱逐荷兰人的决心印尼民族主义者和独立运动把荷兰旗帜撕破。他们把下面的蓝色部分撕掉，把红色和白色分离出来。其主要原因是因为荷兰国旗中的蓝色代表着贵族的“蓝血”。而红色则代表着独立战争，白色代表纯洁。

## 名字
根据印度尼西亚宪法第35条印尼国旗的官方名称是（红白）。民间一般把它叫做（红白旗）。偶尔也把它叫做（两色旗）。蘇卡諾1945年8月17日宣布印度尼西亚独立时他的房子前飘扬的那面旗被称为（宝旗），它和它的复制品被称为（崇高的红白）。至1968年8月17日为止宝旗每年独立日的时候在总统府前参加升旗仪式。

## 意义
“红色代表勇气，白色代表纯洁”。另一种说法是“红色代表人的身体和物理躯体，白色代表人的灵魂和精神生活。它们一起组成一个完整的人。”
印度尼西亚人传统把红色（象征糖）和白色（象征米）作为神圣的颜色，至今为止它们依然是印度尼西亚人最重要的食物。满者伯夷的旗帜由各九条红色和白色的横条组成，可能也是使用这个意义。

## 礼仪

### 使用规定
如同大多数国旗，印尼国旗的礼仪非常严格，而且必须遵守。
- 关于不同旗帜的顺序问题。在挂多面旗帜（比如国旗和军旗）的情况下的顺序：
  - 国旗
  - 省旗
  - 军旗
  - 其它旗帜（按照设立时间为顺序）
- 联合国按照字母顺序来排列各国的国旗，包括印度尼西亚国旗
- 印度尼西亚国旗不允许被拖在地上
- 假如国旗破裂或者褪色的话要更新
- 比如严格遵守的是国旗的上下方向
- 假如一面国旗的状态已经破损到无法继续作为标志来使用的情况下它必须被庄严地销毁，最好是不公开地庄严地焚毁

### 使用
- 旗帜必须按照正确的上下方向升起，最好固定在旗杆上。假如无法固定在旗杆上也可以固定在绳子上
- 为了代表悲痛或者悼念可以降半旗。在这种情况下旗帜首先要升到旗杆顶上，然后退下来到旗杆一半
- 升旗必须迅速，降旗必须庄严。一般来说升旗同时要演奏印尼国歌，行人要向旗帜致敬。升旗速度必须是国歌结束时旗帜升到旗杆的顶部
- 在使用、折叠和存放旗帜时应该注意旗帜不会被撕破、弄脏或者破坏。旗帜上不能书写或者绘画或者添加其它标记

## 转移
2003年雅加达市长宣布打算把宝旗从国家宫转移到国家纪念塔。由于安全和经济原因这个35亿印尼盾（38.9万美元）的计划被推迟了一年。35亿印尼盾中只有五亿是真正花在转移仪式上的，其它则花在陈列馆的安全设施和放置宝旗的15千克金制的陈列盒中。在该陈列室中在同样的金盒子里还陈列着另外三个印尼最重要的国宝：迦楼罗像、印度尼西亚群岛图和印度尼西亚独立宣言的原文。

## 類似旗幟

### 國旗
- 摩納哥國旗（僅比例不同）
- 波蘭國旗（顏色上下顛倒，比例不同）
- 波西米亚（颜色上下颠倒，比例不同）
- 新加坡國旗（顏色比例同，左上角多了新月抱五星圖案）
- 11世紀的亞爾薩斯
- 克羅埃西亞王國
- 加利西亞和洛多梅里亞王國
- 蒙菲拉托
- 庫爾蘭和瑟米加利亞公國
- 北大年苏丹国

### 地方旗幟
- 奧地利萨尔茨堡州旗
- 奧地利萨尔茨堡州旗
- 奧地利維也納市旗
- 奧地利福拉尔贝格州旗
- 奧地利福拉尔贝格州旗
- 德國黑森州旗
- 德國圖林根邦旗
- 德國法蘭克尼亞旗
- 瑞士索洛圖恩州旗
- 玻利维亚塔里哈省旗
- 哥倫比亞洛斯帕爾米托斯旗
- 普魯士布蘭登堡省旗
- 荷蘭凱爾克拉德旗

### 恐怖組織
- 印尼伊斯蘭國
- Aitarak民兵

### 政党
- 马来民族统一机构
- 马来西亚伊斯兰党